# شاهزاده ایران: ماسه‌های زمان
شاهزاده ایران: ماسه‌های زمان (به انگلیسی: Prince of Persia: The Sands of Time) یک بازی ویدئویی در سبک اکشن-ماجراجویی و سکوبازی و همچنین بازشروعی برای مجموعه بازی شاهزاده ایران به روایت جردن مکنر است که توسط یوبی‌سافت مونترآل ساخته شده و به‌وسیلهٔ شرکت یوبی‌سافت در نوامبر ۲۰۰۳ در سراسر جهان برای پلی‌استیشن ۲، اکس‌باکس، گیم‌کیوب، گیم بوی ادونس و مایکروسافت ویندوز عرضه شد. نسخهٔ تلفن همراه بازی نیز توسط شرکت گیم‌لافت در سال ۲۰۰۴ منتشر شد.
داستان بازی ماجرای شاهزاده‌ای را دنبال می‌کند که پدرش با تحریک وزیر خائن ماهاراجه، به شهر ماهاراجه حمله می‌کند. در جریان این حمله، شاهزاده خنجری به نام «خنجر زمان» به دست می‌آورد، در همین حال ارتش وی هم یک ساعت شنی حاوی شن‌های زمان را بدست می‌آورد. بعد از این اتفاق‌ها وزیر به شهر آزاد می‌رود تا این شن‌ها به عنوان هدیه به عنوان هدیه به حاکم شهر آزاد تقدیم کند و شاهزاده را فریب می‌دهد که خنجر را در ساعت فروکرده و شن‌ها را آزاد کند، آزاد شدن شن‌ها مردم شهر را به هیولاهای وحشی تبدیل می‌کند. شاهزاده به همراه دختر ماهاراجه، فرح، برای جبران اشتباه خود و بازگشت شن‌ها به ساعت شنی تلاش می‌کنند. روند بازی حول توانایی‌های سکوبازی شاهزاده می‌چرخد، که برای درگیری با این موجودات به کار برده می‌شود. مکانیک اصلی بازی استفاده از خنجر است تا در صورت اشتباه، شاهزاده زمان را به عقب برگردانده و آن اشتباه را اصلاح کند.
کار طراحی مفهومی بازی در بهار سال ۲۰۰۱ و پس از آنکه یوبی‌سافت حق ساخت شاهزاده پارسی را بدست آورد، آغاز شد. پس از معرفی، مکنر شروع به نوشتن داستان در ژوئن همان سال کرد. پیش نویس داستان اولیه به دلیل این که بیش از حد پیچیده بود کنار گذاشته شد، تیم با چهار مفهوم از جمله توانایی بازگرداندن زمان شروع به کار کرد: ایده خنجر، شن‌ها و زمان به تدریج گسترش پیدا کرد و قدرت‌های مختلف به آن اضافه شد. فیلم‌نامه مکنر با الهام از شاهنامه، و با محوریت روایتی ساده متناسب با گیم پلی بازی طراحی شد.
بازی پس از انتشارش، مورد تحسین منتقدان قرار گرفت، نامزد دریافت جایزه شد، و جوایز متعددی نیز کسب کرد و توسط بسیاری به عنوان یکی از بهترین بازی‌های ویدئویی در تمام دوران شناخته شد. فروش بازی در ابتدا کم بود اما در نهایت به موفقیت تجاری بدل شد. موفقیت آن باعث تولید دنباله‌ای به نام شاهزاده ایران: جنگجوی درون شد که در نوامبر ۲۰۰۴ منتشر شد. تا سال ۲۰۱۴، این بازی بیش از ۱۴ میلیون نسخه در سراسر دنیا بر روی پلتفرم‌ها به فروش رسانده‌است.

## گیم پلی
شاهزاده پارس: شن‌های زمان یک بازی اکشن-ماجراجویی و سکوبازی معمایی است. در بازی بازیکن کنترل شخصیت اصلی، که یک شاهزاده ناشناس اهل یک پادشاهی در ایران است را به دست می‌گیرد. محیط از بازی طریق نمای شخصیت قابل کنترل، قابل مشاهده است. نمای دوربین با موقعیت‌های مختلف یا ورود به مناطق خاص یا شرایط خاص به وجود آمده تغییر می‌کند.
شاهزاده را می‌توان هر جهتی جابجا کرد، او توانایی کنترل اشیاء بزرگ مانند بلوک‌ها و اهرم‌های متصل به مکانیسم‌ها را دارد. خط سلامت و قدرت وی در گوشه سمت چپ بالای صفحه نمایش داده شده‌است. شاهزاده می‌تواند با نوشیدن آب استخرها و چشمه‌ها، سلامتی خودش را بازیابی کند.
جمع‌آوری شن‌ها قدرت شاهزاده را افزایش می‌دهد، و نوشیدن از چشمه‌های جادویی پنهان حداکثر خط سلامتی شاهزاده را افزایش می‌دهد. گاهی در طول بازی، شاهزاده توسط همراهش فرح مورد حمایت قرار می‌گیرد و فرح با کمانش به دشمنان تیراندازی می‌کند، البته اگر شاهزاده در خط تیراندازی او قرار بگیرد هم مورد تیراندازی فرح قرار می‌گیرد. هیولاها در حین مبارزات به او حمله می‌کنند و اگر کشته شود بازی به پایان می‌رسد.
شن‌هایی که شاهزاده از دشمنان جمع می‌کند با توانایی‌های جادویی او و خنجر در ارتباط است. اساسی‌ترین قدرت بازگشت زمان است، این توانایی به این صورت است که می‌توان زمان را تا ده ثانیه به عقب بازگرداند. در مبارزه، شاهزاده همچنین می‌تواند بلافاصله زمان آهسته کند، و در حالی که دشمنان قادر به حرکت نیستند با سرعت به آن‌ها حمله‌ور بشود. هر بار استفاده از قدرت از یک مخزن شنی استفاده می‌کند و وقتی خالی باشد، تا زمانی که شن بیشتری جمع‌آوری نشود، تمام قدرت غیرقابل استفاده می‌شوند.

## داستان
داستان در قرن ۹ میلادی و در سرزمین پارس است و یک راوی ناشناس داستان شاهزاده را روایت می‌کند.
شاهزاده و ارتش پدرش شاه شاهماران از هند عبور می‌کنند تا با سلطان شهر آزاد دیدار کنند وزیر ماهاراجه، می‌خواهد با استفاده از وسیله‌ای به نام شن‌های زمان، از مرگ خودش جلوگیری کند، او آن‌ها را به حمله به شهر ماهاراجه، جایی که شن‌ها در آن ذخیره شده‌اند، ترغیب می‌کند. در طول نبرد، شاهزاده یک خنجر به نام خنجر زمان را پیدا می‌کند و دختر ماهاراجه فرح که اسیر شده بود را نیز به عنوان هدیه برای سلطان شهر آزاد در نظر می‌گیرند. وزیر با رفتن به شهر آزاد، شاهزاده را تشویق می‌کند که شن‌ها را آزاد کند و بعد از آن همه افراد شهر به جز شاهزاده، وزیر و فرح را به هیولا تبدیل می‌شوند.
وزیر تلاش می‌کند تا خنجر را از شاهزاده بگیرد، اما او فرار می‌کند و با کمک فرح سعی می‌کند تا اشتباه خود را جبران کند، حتی با این که در مورد وفاداری و انگیزه‌های او شک دارد.
شاهزاده پس از جستجو در کاخ شهر آزاد و رسیدن به ساعت شنی در برج جادو، از روش فرح برای مهار شن‌ها مطمئن نیست و آن کار را انجام نمی‌دهد، در همین حین وزیر آن‌ها را به کمین می‌اندازد و توفانی به را می‌اندازد در اثر توفان آن‌ها به درون یک مقبره در زیر شهر به می‌افتند. سرانجام با پیدا کردن یک پناهگاه در یک حمام اسرارآمیز، استراحت کرده و احساساتشان را یکدیگر نشان می‌دهند. وقتی شاهزاده در کاخ از خواب بیدار می‌شود، فرح با خنجر رفته و و او را در مدالیون تنها گذاشته. او فرح را دنبال می‌کند و او را زمانی می‌یابد که از لبه پرتگاه آویزان است و سعی می‌کند در حالی که توسط هیولاها احاطه شده دست فرح را گرفته و نجاتش دهد اما فرح سقوط می‌کند و خنجر به شاهزاده می‌رسد، در حالی که شاهزاده در غم از دست دادن فرح است، وزیر به او پیشنهاد می‌دهد که در ازای خنجر به او زندگی ابدی می‌دهد. شاهزاده از دادن خنجر امتناع می‌ورزد و خنجر را در ساعت شنی وارد می‌کند.
زمان به قبل از حمله به کاخ ماهاراجه بازمی‌گردد، و شاهزاده که، هنوز هم خنجر و خاطراتش را دارد، پیش می‌رود تا فرح را از خیانت وزیر آگاه کند. شاهزاده داستان خود را به فرح بازگو می‌کند و وزیر برای کشتن او وارد می‌شود. شاهزاده وزیر را می‌کشد و خنجر را به فرح بازمی‌گرداند. در هنگام جدایی، شاهزاده به یک کلمه خصوصی که وی در زمان حضور در مقبره به او گفته بود، اشاره می‌کند و او را غافلگیر می‌کند.

## بازتاب‌ها
| گردآورنده | امتیاز        | امتیاز  | امتیاز      | امتیاز      | امتیاز  |
| گردآورنده | گیم بوی ادونس | گیم‌کیوب | رایانه شخصی | پلی‌استیشن ۲ | اکس‌باکس |
| --------- | ------------- | ------- | ----------- | ----------- | ------- |
| متاکریتیک | 75/100        | 92/100  | 89/100      | 92/100      | 92/100  |

| ناشر                     | امتیاز        | امتیاز   | امتیاز      | امتیاز      | امتیاز  |
| ناشر                     | گیم بوی ادونس | گیم‌کیوب  | رایانه شخصی | پلی‌استیشن ۲ | اکس‌باکس |
| ------------------------ | ------------- | -------- | ----------- | ----------- | ------- |
| وان‌آپ.کام                | C+            | A        | A           | A           | A       |
| اج                       | 9/10          | 9/10     | 9/10        | 9/10        | 9/10    |
| یوروگیمر                 | 7/10          | ن/م      | 9/10        | 9/10        | ن/م     |
| فامیتسو                  | ن/م           | ن/م      | ن/م         | 37/40       | ن/م     |
| گیم اینفورمر             | 8.25/10       | ن/م      | ن/م         | 9.5/10      | 9.5/10  |
| گیم‌پرو                   | [ ۳۰ ]        | ن/م      | ن/م         | [ ۳۱ ]      | ن/م     |
| گیم‌اسپات                 | 7.1/10        | ن/م      | 8.9/10      | 9/10        | 9/10    |
| گیم‌اسپای                 | [ ۳۶ ]        | [ ۳۷ ]   | [ ۳۸ ]      | [ ۳۹ ]      | [ ۴۰ ]  |
| آی‌جی‌ان                   | 7.1/10        | 9.6/10   | 8.8/10      | 9.6/10      | 9.6/10  |
| نینتندو پاور             | 4.5 of 5      | 4.3 of 5 | ن/م         | ن/م         | ن/م     |
| اوپی‌ام (ایالات متحده)    | ن/م           | ن/م      | ن/م         | [ ۴۷ ]      | ن/م     |
| اواکس‌ام (ایالات متحده)   | ن/م           | ن/م      | ن/م         | ن/م         | 9.4/10  |
| پی‌سی گیمر (ایالات متحده) | ن/م           | ن/م      | 79%         | ن/م         | ن/م     |

به‌طور کلی، این بازی اغلب برای گرافیک، مبارزات آکروباتیک و سکوبازی، کنترل و پاسخگو آمرزنده، پویانمایی شاهزاده، داستان و توانایی دستکاری زمان خنجر تحسین مورد تحسین قرار گرفت. وبگاه آی‌جی‌ان به بازی امتیاز ۹٫۶/۱۰ داد و آن را به عنوان بازی سال ۲۰۰۳ معرفی کرد به دلیل "کنترل بصری، فضای خیره کننده و پازل زیست‌محیطی هوشمندانه". وبگاه گیم‌اسپات به بازی نمره ۹٫۰/۱۰ "داد، ستایش سازوکار کنترل زمان، سکوبازی و، محیط زیبا و "خصوصیات واقعاً قوی"از هر دو شاهزاده و فرح و تنها آن را برای سازوکار جنگی تکراری خواند.

## بازسازی
این بازی در رویداد Ubisoft Forward 2020 بصورت رسمی معرفی شد. بازسازی این بازی به استودیوهای هندی یوبی‌سافت در بمبئی و پونه محول شد و در ابتدا قرار بود که بازی برای پلتفرم‌های پلی‌استیشن ۴، ویندوز و ایکس‌باکس وان در تاریخ ۲۱ ژانویه ۲۰۲۱ منتشر بشود. یوری لوونتهال بار دیگر صداپیشگی شخصیت شاهزاده را برعهده داشت، با اینحال شخصیت فرح توسط سوپیندر واریش صداگذاری شد. پس از انتشار تریلر معرفی این بازی، گراقیک آن مورد انتقاد طرفداران قرار گرفت، زیرا گرافیک آن را ضعیف می‌دانستند، اگرچه که در ساخت آن از جدیدترین نسخه Ubisoft Anvil استفاده شده بود. یوبی‌سافت نیز در توضیح این موضوع، گفت که انتخاب این سبک بصری یک انتخاب عمدی بود، زیرا آن‌ها می‌خواستند تا بازی با این سبک منحصر به فرد باشد و به دلیل عناصر فانتزی که در آن هست، این بازی را از بازی‌های دیگر متمایز شود. انتشار بازی در ابتدا توسط یوبی سافت تا ۱۸ مارس به تعویق افتاد، اما بعداً تا تاریخ نامعلومی به تعویق افتاد تا «ارائه یک بازسازی که حس تازگی داشته باشد و در عین حال به نسخه اصلی وفادار بماند» صورت گیرد. یوبی‌سافت در گزارش مالی سه‌ماهه خود در سال ۲۰۲۱، بیان کرد که انتظار می‌رود این بازی در طول سال مالی ۲۰۲۲–۲۰۲۳ عرضه شود. در ماه مه سال ۲۰۲۲، یوبی سافت مونترآل توسعه نسخه بازسازی شده را بر عهده گرفت. یک ماه بعد یوبی‌سافت یک بار دیگر بازی را به تعویق انداخت و این بار اعلام کرد که این شرکت دیگر قصد ندارد بازی را در طول سال مالی ۲۰۲۲–۲۰۲۳ عرضه کند.
سپس در رویداد یوبیسافت فوروارد سال 2024 تیزی کوتاه از بازی نمایش داده شد که خبر از منتشر شدن این بازی در سال 2026 می دهد.